# Францішек Сковрон
Францішек Ско́врон (пол. Franciszek Skowron, 1856, Ценжковиці — 1929, Відень) — польський архітектор. Працював у Галичині та Буковині в різних напрямках історизму.

## Біографія
Закінчив Віденську політехніку. Від 1880-х років перебував на службі у австрійському міністерстві внутрішніх справ. Від 1893 року — приват-доцент у Львівській політехніці, викладає історію архітектури. Разом з Юліаном Захаревичем здійснював загальне керівництво будівельними роботами при підготовці до Загальної крайової виставки, що відбувалась 1894 року у Львові. Співпрацював із Буковинським та Східногалицьким управліннями справедливості і спорудив за цей період понад 65 будинків судових установ. Член Політехнічного товариства у Львові у 1880—1882, 1883—1885 та 1892—1894 роках. Головний інженер будівельної виставки 1892 року у Львові. Підсумував свої міркування з приводу будівельної галузі в Галичині через призму виставки у книзі «Nasz przemysł budowlany na wystawie lwowskiej w r. 1892». Член журі конкурсу проектів перебудови Львівського університету (1913)

## Роботи
- Ратуша в Ряшеві (1871, скульптури Петра Гарасимовича).[6]
- Друге місце на конкурсі проєктів палацу мистецтв для Галицької крайової виставки у Львові. 1893 рік.[7]
- Палац мистецтв у стилі неоренесансу для Загальної крайової виставки у Львові. Деталі плану та конструкції опрацювали Григорій Пежанський та Міхал Лужецький, скульптурне оздоблення Юліана Марковського та Антона Попеля. Збудований у 1894 році.
- Павільйон архітектури для Крайової виставки у стилі неокласицизму стилізований під грецький храм (спільно з Й. Круліковським). Інтер'єр розписаний Юліаном Крупським та Йосипом Баллою за ескізами Сковрона. Скульптурні прикраси виконані Антоном Попелем і Тадеушем Блотницьким. 1894 рік.
- Павільйон Яна Матейка на Крайовій виставці (Рацлавицька панорама). 1894 рік.
- Палац промисловості Крайової виставки площею бл. 6 тис. м² (спільно із Карлом Боубліком). Був прикладом модної стилізації народних мотивів. У цьому випадку стиль окреслюють як «Гуцульська сецесія».
- Неоромантичний житловий будинок Шидловських на нинішній площі Маланюка, 7 у Львові. Збудований 1897 року. Фасади прикрашено фресковими декоративними розписами ймовірно Фридерика Ляхнера.[8]
- Збудував у Станиславові (нині Івано-Франківськ): приміщення окружного суду на вул. Білінського, 15, (1907—1912); будівлю скарбниці на вулиці 3 травня, 31 (1910).[джерело?]
- Ряд будинків судових установ. Найвідомішими є «Палаци справедливості» у Львові на вул. Баторія (нині Князя Романа), та у Чернівцях (1904-1906, нині Обласна державна адміністрація)[9].
- Польський народний дім у Чернівцях на вул. Панській (нині Кобилянської, 36; 1906).
- Участь у проектуванні будівлі суду і дому «Сокола» в Ряшеві.

## Галерея

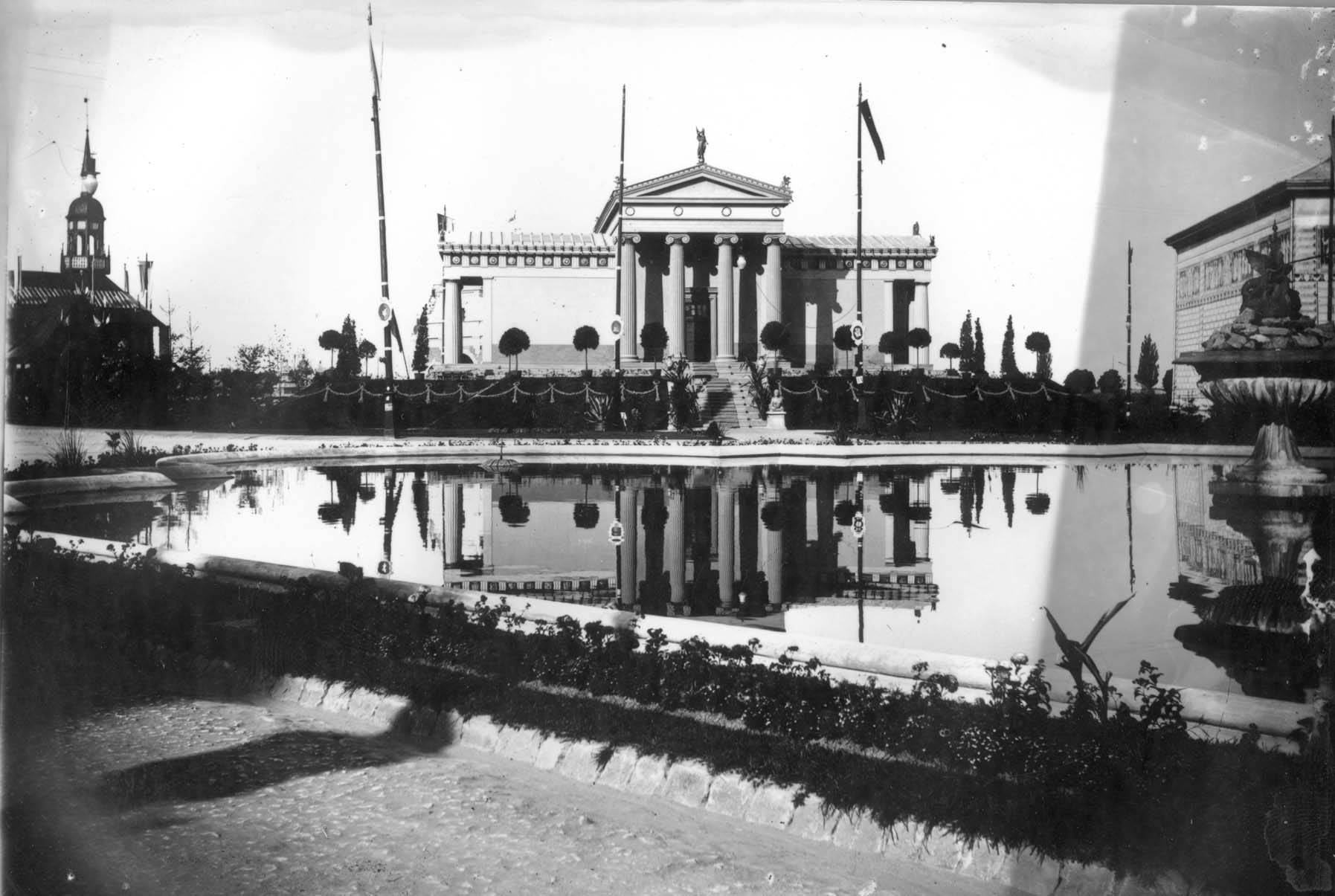
Палац архітектури. Львів, 1894
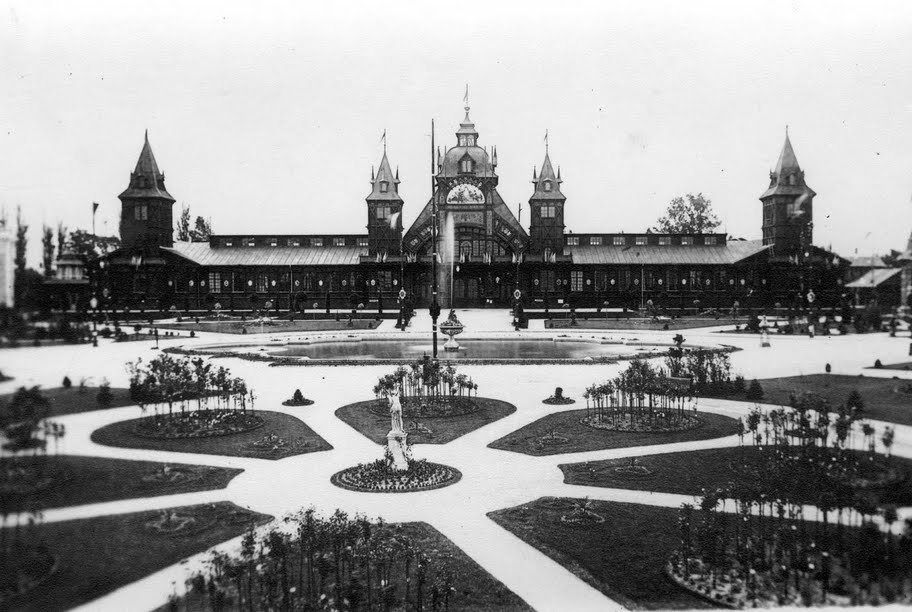
Палац промисловості. Львів, 1894
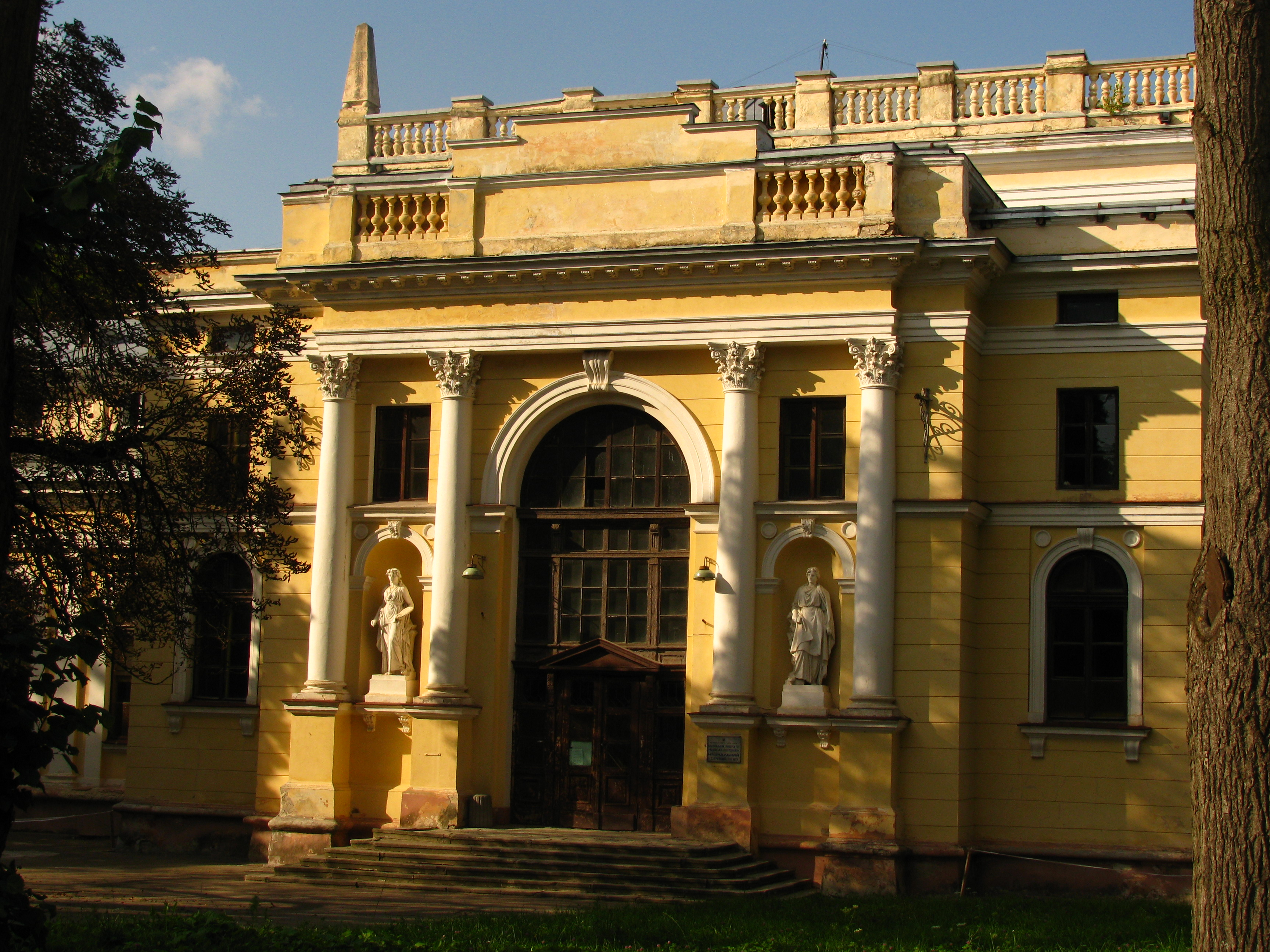
Палац мистецтв. Львів, 1894
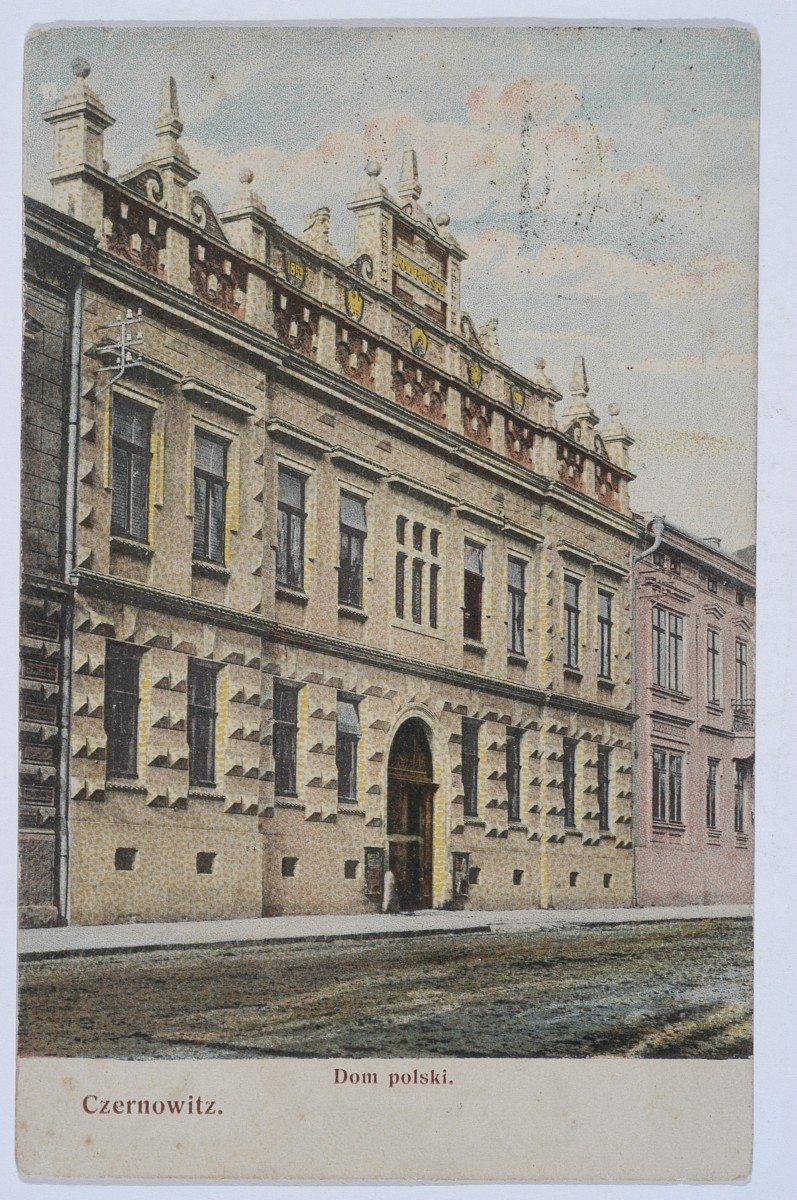
Польський Народний Дім в Чернівцях (початок XX ст.)
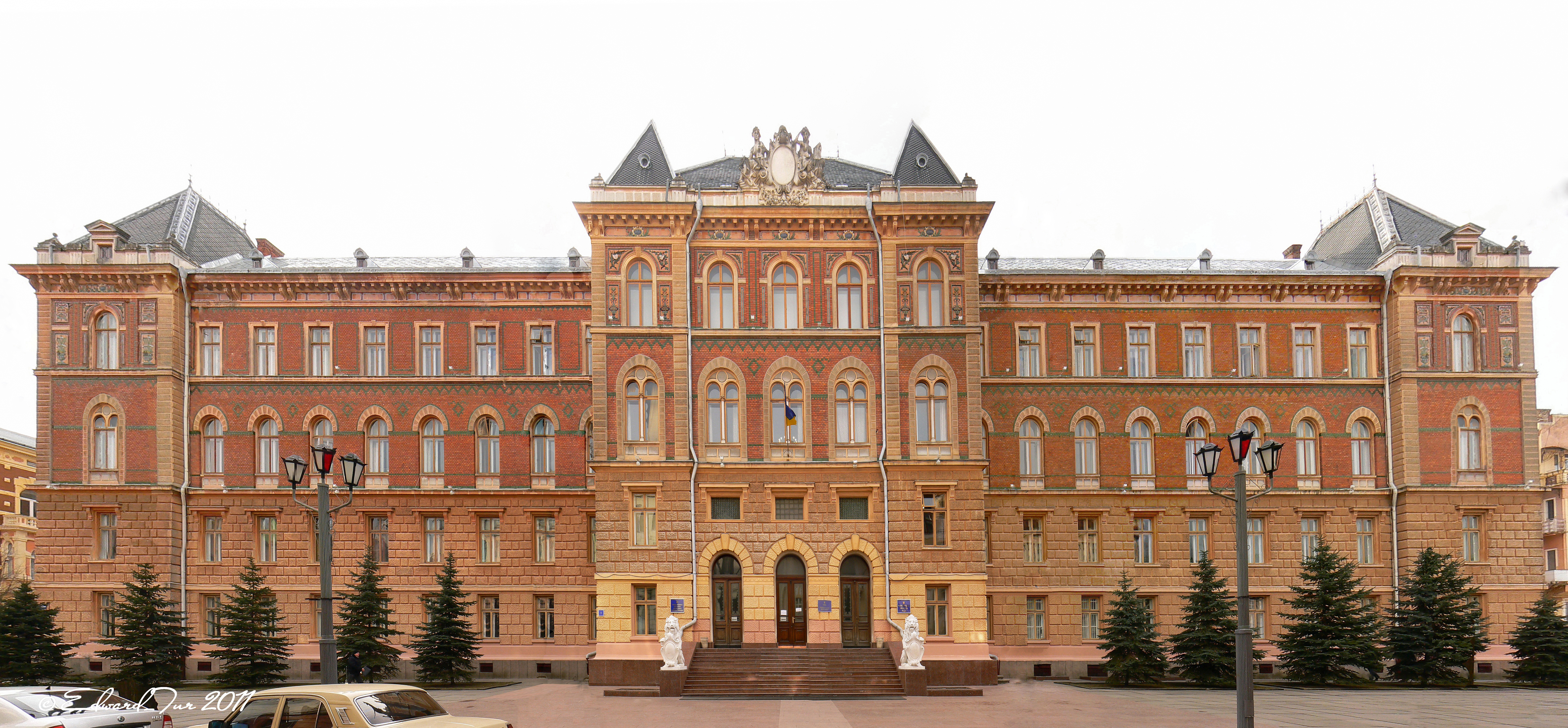
Колишній палац юстиції у Чернівцях